# Solomon Busendich

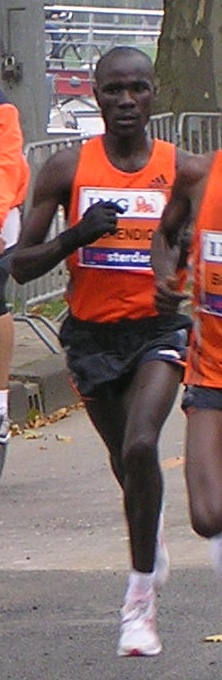
Solomon Busendich beim Amsterdam-Marathon 2006

Solomon Busendich (auch: Solomon Bushendich; * 10. Januar 1984 in der Nähe des Mount Elgon) ist ein kenianischer Langstreckenläufer, der sich auf Straßenläufe spezialisiert hat.
2001 wurde er afrikanischer Juniorenmeister im 10.000-Meter-Lauf. 2003 stellte er seine Bestzeiten über 3000 m (7:45,07 min), 5000 m (13:12,83 min) und 10.000 m (28:05,99 min) auf.
Im Jahr darauf gab er sein Debüt auf der Halbmarathon-Strecke und wurde beim Berliner Halbmarathon Zweiter in 1:00:42 h. 2005 startete er erstmals bei einem Marathon, erreichte jedoch nicht das Ziel des New-York-City-Marathons. 2006 verbesserte er sich als Dritter des Rotterdam-Halbmarathons auf 1:00:14 h und siegte beim Amsterdam-Marathon in 2:08:52 h mit zwei Sekunden Vorsprung auf Bernard Barmasai. 2007 wurde er wie im Vorjahr Zweiter beim Halbmarathon City–Pier–City Loop (Den Haag) und steigerte seine Zeit über diese Distanz auf 1:00:13.